# Тарасюк Оксана Миколаївна
Оксана Миколаївна Тарасюк (народилася 9 березня 1975 року, м. Шостка, Сумська область, Українська РСР) — голова Шосткинської районної державної адміністрації Сумської області

## Біографія

### Походження та початок трудової діяльності
Оксана Тарасюк народилася 1975 року в місті Шостка на Сумщині
Трудову діяльність почала на Шосткинському виробничому об'єднанні «СВЕМА», спочатку працюючи апаратником-відливником кінофотооснови і техплівок 4–го розряду цеху відливу кінофотооснови і техплівок, а потім обробником кінофотоматеріалів 4–го розряду цеху по виробництву фотоплівок «Гідрофот».

### Діяльність в органах юстиції та Пенсійного фонду
У 2004 році перейшла на державну службу: працювала спеціалістом II категорії, потім — провідним спеціалістом та головним спеціалістом відділу реєстрації актів цивільного стану по місту Шостка Шосткинського міськрайонного управління юстиції. В цей час
Оксана Тарасюк навчалася у Міжрегіональній академії управління персоналом, яку закінчила у 2007 році за спеціальністю «Правознавство», отримавши кваліфікацію юриста.
У 2009 році Оксана Тарасюк призначили заступником начальника Шосткинського міськрайонного управління юстиції — начальником відділу реєстрації актів цивільного стану по Шосткинському району Шосткинського міськрайонного управління юстиції. 2011 року обійняла посаду начальника відділу державної реєстрації актів цивільного стану по місту Шостка реєстраційної служби Шосткинського міськрайонного управління юстиції. Із 2013 по 2014 рр. працювала в Сумському міському управлінні юстиції на посаді спеціаліста І категорії відділу державної реєстрації актів цивільного стану реєстраційної служби та заступник начальника Ковпаківського відділу державної реєстрації актів цивільного стану реєстраційної служби. Також обіймала посади начальника реєстраційної служби Шосткинського міськрайонного управління юстиції, державного реєстратора відділу державної реєстрації юридичних осіб та фізичних осіб-підприємців реєстраційної служби Глухівського міськрайонного управління юстиції, провідним спеціалістом командування Шосткинсько-Середино-Будського об'єднаного міського військового комісаріату.
У 2016—2019 рр. Оксана Тарасюк працювала начальником юридичного відділу Шосткинського об'єднання управління Пенсійного фонду України, а з червня 2019 по квітень 2021 року — головним спеціалістом відділу обслуговування громадян № 4 (сервісний центр) Головного управління Пенсійного фонду України в Сумській області.

### Глава райдержадміністрації
24 квітня 2021 року Президент України Володимир Зеленський підписав розпорядження № 467/2021-рп про призначення Оксани Тарасюк головою Шосткинської РДА.
30 квітня її представив особисто голова Сумської ОДА Василь Хома, відзначивши, що ця територія включає 10 територіальних громад, які межують з територією Російської Федерації. Новопризначену голову також привітали голова Шосткинської районної ради Вікторія Сокол та народний депутат України Ігор Молоток.

## Особисте життя
Оксана Тарасюк одружена. Її чоловік військовослужбовець Василь Медвідь. За даними декларації Оксана Тарасюк має квартиру 43,5 кв. метри у Шостці. А її чоловік зареєстрований у будинку батька про його розміри не йдеться. Торік подружжя придбало авто SUBARU FORESTER 2011 року випуску, яке зареєстрували на чоловіка. Таке авто залежно від стану та комплектації коштує від 8,5 до 17 тис. доларів на сайтах з автівками, які були у вжитку.
За 2020 рік за даними декларації Оксана Тарасюк заробила 189 850 грн, а її чоловік — 357 221 грн, з яких 278 789 — виплати військовослужбовцям, 3 828 відсотковий дохід від вкладу у банку. Також Оксана Тарасюк задекларувала 138 тис. грн збережень готівкою.